# Стони Блајден
Торстеин Синдри Балдвинсон Блајден (Рејкјавик, 3. март 1993.), познатији по сценском имену Стони Блајден, исландски је глумац, репер, певач, бубњар и музички продуцент.

## Дискографија
- 2014: „Feel Good”